# بلايسانس الجنوبية
بلايسانس الجنوبية هي مدينة من مدن هايتي. يبلغ ارتفاع المدينة عن سطح البحر قرابة 341 متر.